# Euphorbia laredana
Euphorbia laredana är en törelväxtart som beskrevs av Charles Frederick Millspaugh. Euphorbia laredana ingår i släktet törlar, och familjen törelväxter. Inga underarter finns listade i Catalogue of Life.